# Fontanelles (les Masies de Roda)
|  | Per a altres significats, vegeu «Fontanelles». |

Fontanelles és una masia del municipi de les Masies de Roda (Osona) inclosa en l'Inventari del Patrimoni Arquitectònic Català. En la seva proximitat s'ha constituït un nucli de població que pren el nom de la masia. Tenia 163 habitants l'any 2011.

## Arquitectura
És una masia de planta rectangular, coberta a quatre vessants i amb el portal dovellat, orientat a tramuntana. A la part esquerra sobresurt un cos de planta rectangular on s'ubicaven uns porxos d'arc de mig punt que es tapiaren al segle XX amb la finalitat de fer-hi un habitatge per als masovers. L'accés actual de la casa es troba a nivell del primer pis. A la part de migdia, on segurament es trobava l'antic portal, hi ha un cos adossat que forma angle recte amb la masia.
La casa conserva finestres de tipus conopial i presenta la tipologia de mas benestant ampliat al segle xviii, com es pot comprovar per una finestra datada el 1777.
Els materials constructius bàsics són la pedra i la fusta, la casa ha estat arrebossada recentment i pintada d'un blau grisós.

## Història
La documentació es remunta vers el segle xiii amb un tal Pere Fontanelles. Al segle xvii, la cognominació encara es mantenia i es tenen notícies d'en Joan Fontanelles, que el 1632 el rei Felip el Gran li concedí el privilegi reial. El cognom es perd a la segona meitat del segle xvii, quan la pubilla es casa amb Pere Màrtir Descatllar, fill de Puigcerdà, militar que destacà durant la guerra de Successió. El seu fill, el tinent coronel Anton Descatllar, va obtenir el títol de comte el 1744. Durant les guerres carlines el patrimoni de la casa es va empobrir.
A principi del segle XX es perdé el nom d'Esquetllar i l'actual és Heuras. Tenen també la propietat de Tresserres de Tavertet.